# Arnold z Brescii

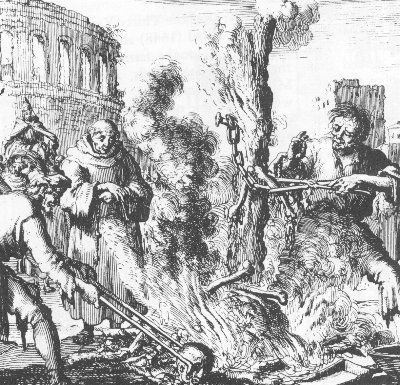
Spalenie ciała Arnolda z Brescii

Arnold z Brescii, wł. Arnaldo da Brescia (ur. ok. 1090, zm. 1155) – włoski mnich, uczeń Abelarda, kaznodzieja ludowy i reformator religijny.

## Życiorys
Urodził się w Brescii. Tamże otrzymał święcenia duchowne angażując się równocześnie w ruch dążący do oczyszczenia kościoła z symonii. Za swoją działalność w 1139 został ekskomunikowany  i skazany na wygnanie z Włoch przez II Sobór Laterański. Przebywając we Francji, poznał Abelarda, który został jego mistrzem.  W 1143 stanął na czele buntu ludu rzymskiego, dzięki czemu objął w mieście władzę niemal dyktatorską. Zaproponował koronę cesarską Konradowi III wzywając go do Rzymu, nie chciał jednak uznać prawa Fryderyka I Barbarossy do niej. W 1155 po obłożeniu miasta interdyktem przez papieża Hadriana IV utracił poparcie i musiał uciekać. Schwytany przez wojska Fryderyka został skazany przez Kurię Rzymską na śmierć przez powieszenie, i spalenie ciała, za nawoływanie Kościoła do wyrzeczenia się dóbr doczesnych, przywilejów oraz rezygnacji przez episkopat ze sprawowania władzy świeckiej. W celu przeciwdziałania kultowi relikwii pozostałości jego ciała wyrzucono do Tybru.
Młodszy brat Benita Mussoliniego otrzymał od ojca imię Arnaldo na cześć Arnolda z Brescii.